# Chiến sĩ đồng thiếc

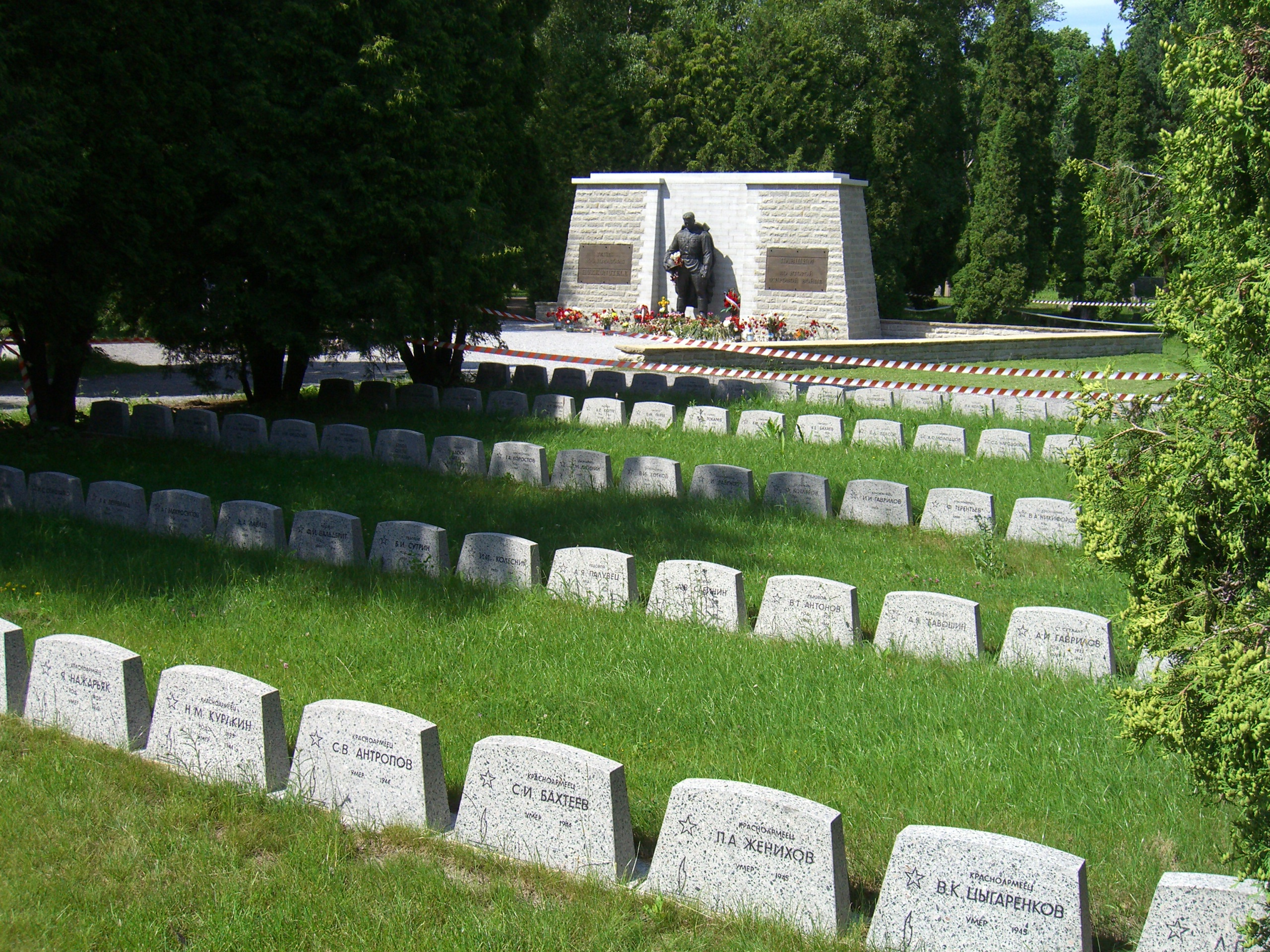

Chiến sĩ đồng thiếc (tiếng Estonia: Pronkssõdur) là một bức tượng được dựng lên tại thủ đô Tallinn, Estonia, năm 1944 để tưởng niệm những chiến sĩ Hồng Quân Liên Xô đã tử trận khi chiến đấu với Đức Quốc xã tại Estonia. Bên dưới bức tượng có hài cốt 13 chiến sĩ Xô Viết.
Năm 1940, Liên Xô đã đưa quân vào 3 nước ven biển Baltic (Estonia, Latvia và Litva) để lật đổ các chính phủ và sáp nhập các nước này vào Liên bang Xô viết
Khi quân Đức tiến vào 3 nước này trong Chiến tranh Xô-Đức thì một bộ phận dân chúng 3 nước này chào mừng quân Đức. Họ còn cùng các lực lượng Đức tham chiến trong chiến tranh chống Xô viết, khoảng 70.000 người Estonia đã tham gia vào các lực lượng vũ trang Đức Quốc xã (bao gồm cả Waffen-SS). Ngày 21/9/1944, Ủy ban quốc gia của Cộng hòa Estonia đã cố gắng để thiết lập lại nền độc lập Estonia, họ đề nghị quân Đức rút đi và tuyên bố tái lập nền độc lập của đất nước vào ngày 18 tháng 9 năm 1944
Trong Chiến dịch Baltic (1944), Liên Xô đã đánh tan Cụm Tập đoàn quân Trung tâm và Cụm Tập đoàn quân phương Bắc của Đức. qQuân Đức buộc phải rút chạy khỏi Estonia và bị dồn vào Kurland ở Latvia, tại nơi này hơn 300.000 quân Đức đã bị cầm chân cho đến khi Đức quốc xã đầu hàng.
Khi quân Nga đánh bật Đức khỏi Estonia, Stalin đã lưu đày một lượng lớn người Estonia đã từng cộng tác với Đức Quốc xã đi lao động khổ sai, đồng thời Stalin cũng đưa người Nga sang định cư trên những vùng đất của Estonia. Sau khi ông chết, người Estonia đã được Nikita Sergeyevich Khrushchyov cho phép về lại quê hương. Cuối thời Xô viết, tinh thần chống Nga dâng lên rất mạnh ở 3 nước Baltic này.
Sau khi độc lập khỏi nước Nga, hiến pháp của Estonia năm 1992 quy định chỉ có người định cư ở Estonia trước vụ sáp nhập của Liên Xô (1940) mới được coi là người Estonia. Hiện có khoảng 1/3 dân số Estonia gốc Nga không được chính phủ công nhận có quyền công dân vì cha ông họ di cư tới đây sau năm 1940, bất chấp họ đã sinh ra và lớn lên tại nước này.
Trong những dịp kỷ niệm chiến thắng 9-5, cộng đồng người Nga tụ tập tại bức tượng đồng ăn mừng trong khi người Estonia địa phương lại tỏ ra tức giận, do đó chính phủ quyết định di dời bức tượng đi nơi khác.
Đêm ngày 27 tháng 4 năm 2007 chính quyền Estonia quyết định di dời nó sang một địa điểm cách đó 3 km. Hành động này dấy lên làn sóng phản đối trong cộng đồng Nga tại Estonia, Nga, Ukraina và Belarus. Thị trưởng thành phố Moskva kêu gọi toàn dân Nga tẩy chay hàng hóa Estonia, gọi chính phủ Estonia là chính phủ Phát xít. Tại Kiev ngày 8 tháng 5, đoàn biểu tình phản đối đã mang một chiếc đầu lợn bên ngoài có phủ quốc kỳ Estonia và biểu tượng thập ngoặc ném vào sứ quán Estonia. Tại Moskva biểu tình kéo dài nhiều ngày bao vây và đòi giải tán sứ quán Estonia. Hiện tại bức tượng đã được dựng lại ở địa điểm mới. Một số gia đình Nga yêu cầu Estonia trao trả hài cốt trong số 13 liệt sĩ dưới bức tượng.
Xã hội Estonia rất chia rẽ về sự việc này. Bằng chứng là quốc hội đã thông qua dự luật cho phép di dời tượng đài chỉ với một đa số nhỉnh hơn hai phiếu. Trong khi chính quyền Estonia giải thích tượng đài cũ ở khu giao lộ đông đúc, "không thích hợp cho việc tưởng niệm", thì những người nói tiếng Nga ở Estonia cho rằng hành động di dời tượng đài, chỉ nhằm "thỏa mãn những kẻ theo chủ nghĩa dân tộc Estonia". Trung tâm Simon Wiesenthal, trụ sở tại Los Angeles (Mỹ), nói: "Có thể dưới thời Xô viết đã có những sai lầm, nhưng việc di dời tượng đài là xúc phạm các nạn nhân của Đức quốc xã". Giám đốc trung tâm Efraim Zuroff nói trong một thông cáo báo chí: "Người ta không bao giờ được quên rằng chính Hồng quân đã chặn đứng hiệu quả cuộc thảm sát hàng loạt của phát xít và những kẻ hợp tác với chúng trên đất Estonia".